# Apochthonius
Apochthonius es un género de arácnido  del orden Pseudoscorpionida de la familia Chthoniidae.

## Especies
Las especies de este género son::
- Apochthonius coecus (Packard, 1884)
- Apochthonius colecampi Muchmore, 1967
- Apochthonius diabolus Muchmore, 1967
- Apochthonius forbesi Benedict, 1979
- Apochthonius grubbsi Muchmore, 1980
- Apochthonius hobbsi Muchmore, 1994
- Apochthonius holsingeri Muchmore, 1967
- Apochthonius hypogeus Muchmore, 1976
- Apochthonius indianensis Muchmore, 1967
- Apochthonius intermedius Chamberlin, 1929
- Apochthonius irwini Schuster, 1966
- Apochthonius knowltoni Muchmore, 1980
- Apochthonius magnanimus Hoff, 1956
- Apochthonius malheuri Benedict & Malcolm, 1973
- Apochthonius maximus Schuster, 1966
- Apochthonius minimus Schuster, 1966
- Apochthonius minor Muchmore, 1976
- Apochthonius moestus (Banks, 1891)
- Apochthonius mysterius Muchmore, 1976
- Apochthonius occidentalis Chamberlin, 1929
- Apochthonius paucispinosus Muchmore, 1967
- Apochthonius russelli Muchmore, 1976
- Apochthonius titanicus Muchmore, 1976
- Apochthonius typhlus Muchmore, 1967